# Уйбо, Калью
Калью Уйбо (30 ноября 1922, Вильянди — 12 мая 2017, Таллин) — эстонский советский журналист, редактор, переводчик и театральный критик.

## Биография
Родился в 1922 году в Вильянди.
Весной 1941 года окончил среднюю школу в Таллине.
Участник Великой Отечественной войны, в РККА с июля 1941 года, на фронте с декабря 1943-го, красноармеец-санинструктор в 165-й стрелковой дивизии, в январе 1944 года на Калининском фронте оказывая медпомощь получил тяжёлое ранение.
В мае-октябре 1944 года на Ленинградском фронте в штабе партизанского движения при ЦК КП(б) Эстонии, член ВКП(б).
Награждён медалью «За отвагу» (1947 за подвиг 1944 года), Орденом Отечественной войны II степени (1987).
После освобождения Эстонской ССР в 1944—1946 годах — редактор газеты «Сакала» в Вильянди.
В 1946—1948 годах учился в республиканской партийной школе.
В 1948—1950 годах — заведующим отделом в газете «Голос народа».
Член Союза театральных деятелей Эстонской ССР (1952) и Союза журналистов Эстонской ССР (1957).
В 1951—1953 годах — литературный консультант театра Эстонской ССР, затем
В 1954-60 годах — главный редактор литературных и детских программ Эстонского радио.
Также в 1955—1963 годах был одним из редакторов альманаха «Эстонский советский театр».
Заочно учился в 1949—1957 годах на факультете русской филологии Тартуского государственного университета, защитил кандидатскую.
В 1960—1966 годах — преподаватель в Таллинском политехническом институте.
В 1967—1970 годах — главный редактор газеты «Серп и молот».
В 1971—1973 годах — преподаватель в Таллиннском педагогическом институте.
В 1974—1990 годах — журналист газеты «Серп и молот».
Умер в 2017 году в Таллине.

## Творчество
С 1950 года писал театральные рецензии, сезонные обзоры и творческие портреты режиссёров и актёров эстонского театра, радио и телевидения.
Переводил книги — художественную литературу и биографии — с русского и английского языков, редактировал книги о театре, составитель и редактор сборников.